# New York City FC
New York City FC je americký profesionální fotbalový tým se sídlem v New Yorku, tým hraje v nejvyšší americké lize MLS. Klub byl založen 21. května 2013. Stal se působištěm známých fotbalových jmen a reprezentantů (Adam Nemec, Andrea Pirlo, David Villa nebo Frank Lampard).
Tým vznikl jako součást franšízy, za kterou stojí majitelé Manchester City FC a New York Yankees. Od těchto mužstev NYCFC převzal své barvy (tmavomodrá, světlemodrá a bílá), logo klubu bylo vybráno veřejným hlasováním, do něhož se zapojilo přes sto tisíc lidí. Klub provozuje vlastní mládežnickou akademii, jeho farmářským týmem jsou Long Island Rough Riders.
Lokálním rivalem jsou New York Red Bulls, vzájemný zápas je nazýván Hudson River Derby. Fanklub nese název The Third Rail. Průměrná návštěva se v roce 2018 pohybovala okolo 23 tisíc diváků na zápas a byla sedmá nejvyšší v lize.

## Výsledky
- 2015: 17. místo v základní části
- 2016: 4. místo v základní části, semifinále Východní konference
- 2017: 2. místo v základní části, semifinále Východní konference
- 2018: 7. místo v základní části, semifinále Východní konference